# James Purdey & Sons

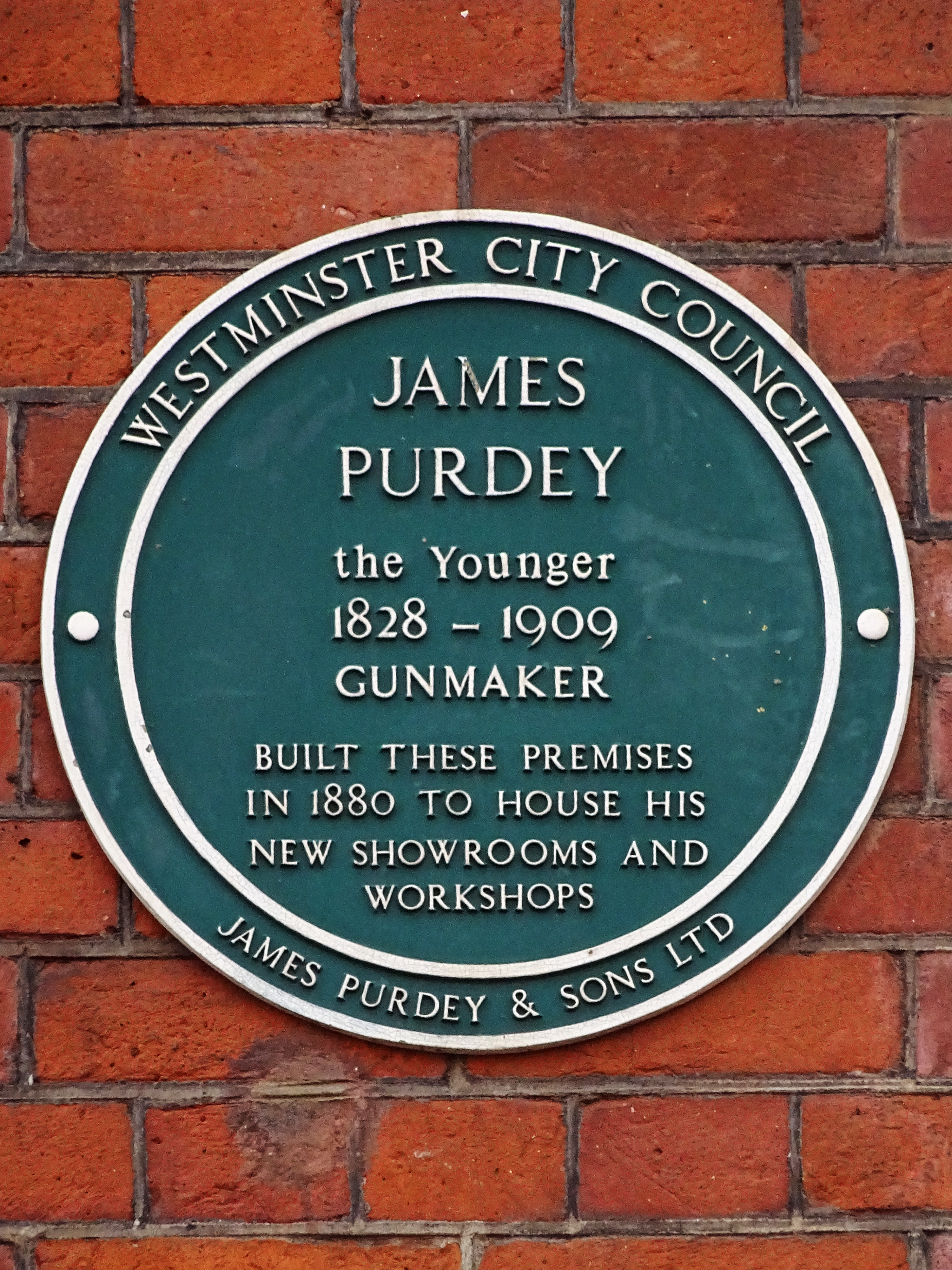
Plakette am Gründungsgebäude des Unternehmens, South Audley Street, Mayfair, London

James Purdey & Sons, oder einfach Purdey, ist ein traditionsreicher britischer Waffenhersteller mit Sitz in London, der sich auf maßgeschneiderte luxuriöse Sportschrotflinten und -gewehre spezialisiert hat. Obwohl James Purdey & Sons vor allem als Hersteller von Flinten bekannt ist, produziert das Unternehmen auch Doppelbüchsen sowie Repetiergewehre. Die Gewehre sind meist Sonderanfertigungen im gehobenen Preissegment, die größtenteils in Handarbeit hergestellt werden.

## Geschichte
James Purdey gründete 1814 die Firma James Purdey & Sons Limited in London, England, und siedelte sein Geschäft in der Princes Street an. Bevor er sich selbstständig machte, arbeitete Purdey als Oberlagerist für Joseph Manton, den führenden Büchsenmacher seiner Zeit. Im Jahr 1826 zog das Unternehmen von der Princes Street in Mantons ehemalige Räumlichkeiten in der Oxford Street um.
Der Sohn des Gründers, James Purdey der Jüngere, übernahm 1858 die Leitung des Unternehmens von seinem Vater. James der Jüngere war immer an der Spitze des Fortschritts bei der Konstruktion und dem Bau seiner Pistolen und Gewehre und erhielt im Laufe der Jahre mehrere Patente für technische Innovationen. Viele der Patente von James the Younger wurden von anderen Büchsenmachern übernommen. Purdey-Waffen entwickelten sich zügig von Vorderladern mit Steinschloss n den 1820er Jahren, über Perkussionswaffe- zu Hammer-Zentralfeuergewehren und dann zu den selbstöffnenden hammerlosen Gewehren in den 1880er. Dieser hammerlose Selbstöffnungsmechanismus wurde von Frederick Beesley, einem Purdey-Mitarbeiter jener Zeit, entworfen und verwendete einen Schenkel einer V-Feder zur Betätigung der inneren Hämmer und den anderen zur Betätigung der Selbstöffnungsfunktion. Beesley verkaufte das Patent 1880 für 55 £ an Purdey. Zehn Jahre später folgte der Einbau von Auswerfern. Abgesehen von der kontinuierlichen Verfeinerung und dem optionalen Einzelabzugsmechanismus wurde das Design der Side-by-Side-Pistole in der Folgezeit nur wenig verändert.
Im Jahr 1882 zog die Firma von der Oxford Street in neue Räumlichkeiten an der Ecke South Audley Street und Mount Street um, wo sie bis heute ansässig ist. James der Jüngere entwarf dieses Gebäude, um seinen Ausstellungsraum und die Fabrik unterzubringen, und später diente das Gebäude als Wohnhaus für James’ Familie.
Im Jahr 1900 übernahm Athol Purdey die Firma von seinem Vater und leitete sie in den wohlhabenden Jahren der Edwardianischen Ära. Während des Ersten Weltkriegs stellte das Unternehmen Waffenteile für das Kriegsministerium. Athols Söhne James und Tom, die beide schwere Verletzungen während der Kämpfe in Frankreich überlebt hatten, traten in den 1920er Jahren in die Firma ein und übernahmen sie nach Athol Purdeys Pensionierung um 1929.
Das Purdey „over & under“ Gewehr ist eine Weiterentwicklung des Woodward-Patents von 1913, das beim Kauf von J.Woodward & Sons durch Purdey im Jahr 1949 in die Firma integriert wurde.
Im Jahre 1946, nach 132 Jahren in Familienbesitz verkauften James und Tom das Unternehmen an Hugh und Victor Seely. Diese gaben das Unternehmen an ihren Neffen, Richard Beaumont, weiter. 1955 übernahm er von Tom Purdey auch die Geschäftsführung. 1994 verkaufte Richard Beaumont das Unternehmen an den Luxusgüterkonzern Compagnie Financière Richemont SA.